# Gonatostylis
Gonatostylis là một chi thực vật có hoa trong họ, Orchidaceae.